# Arkansas City (Kansas)
Pour la ville de l’Arkansas, voir Arkansas City (Arkansas).
La ville d’Arkansas City est située dans le comté de Cowley, dans l’État du Kansas, aux États-Unis, à la confluence des rivières Arkansas et Walnut. Lors du recensement de 2020, elle comptait 11 974 habitants, ce qui en fait la seconde ville du comté après Winfield.

## Toponymie
Le nom de la ville se prononce [ɑɹˈkænzəs], à la différence du nom de l’État voisin, prononcé [ɑɹkənsɔː]. La ville est souvent surnommée Ark City.

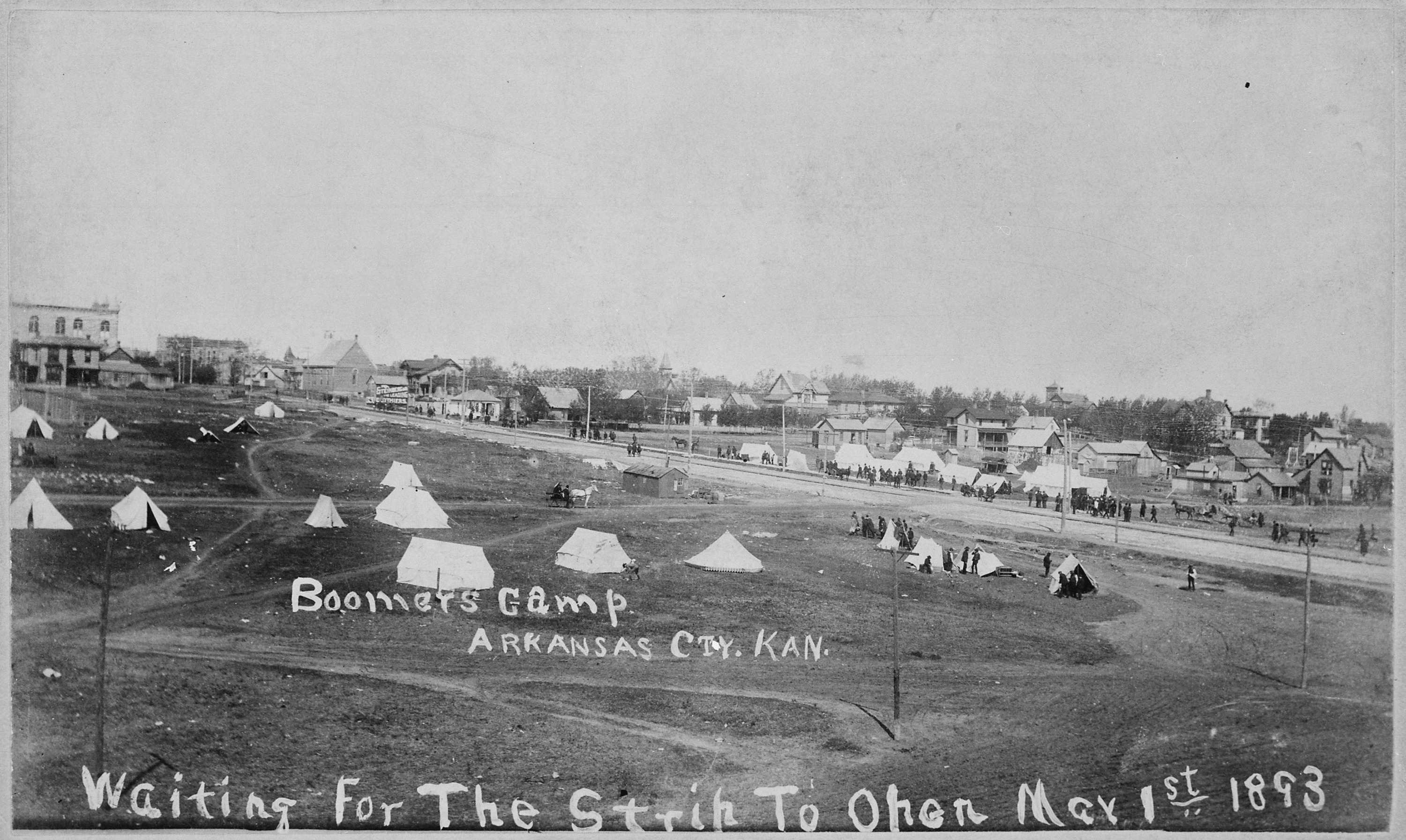
Arkansas City en 1893

## Personnalités liées à la commune
- Lionel Hollins (1953-) : joueur de basket-ball né à Arkansas City ;
- Darren Daulton (1962-2017) : joueur de baseball né à Arkansas City.

## Source
- (en) Cet article est partiellement ou en totalité issu de l’article de Wikipédia en anglais intitulé « Arkansas City, Kansas » (voir la liste des auteurs).